# Перець чилі

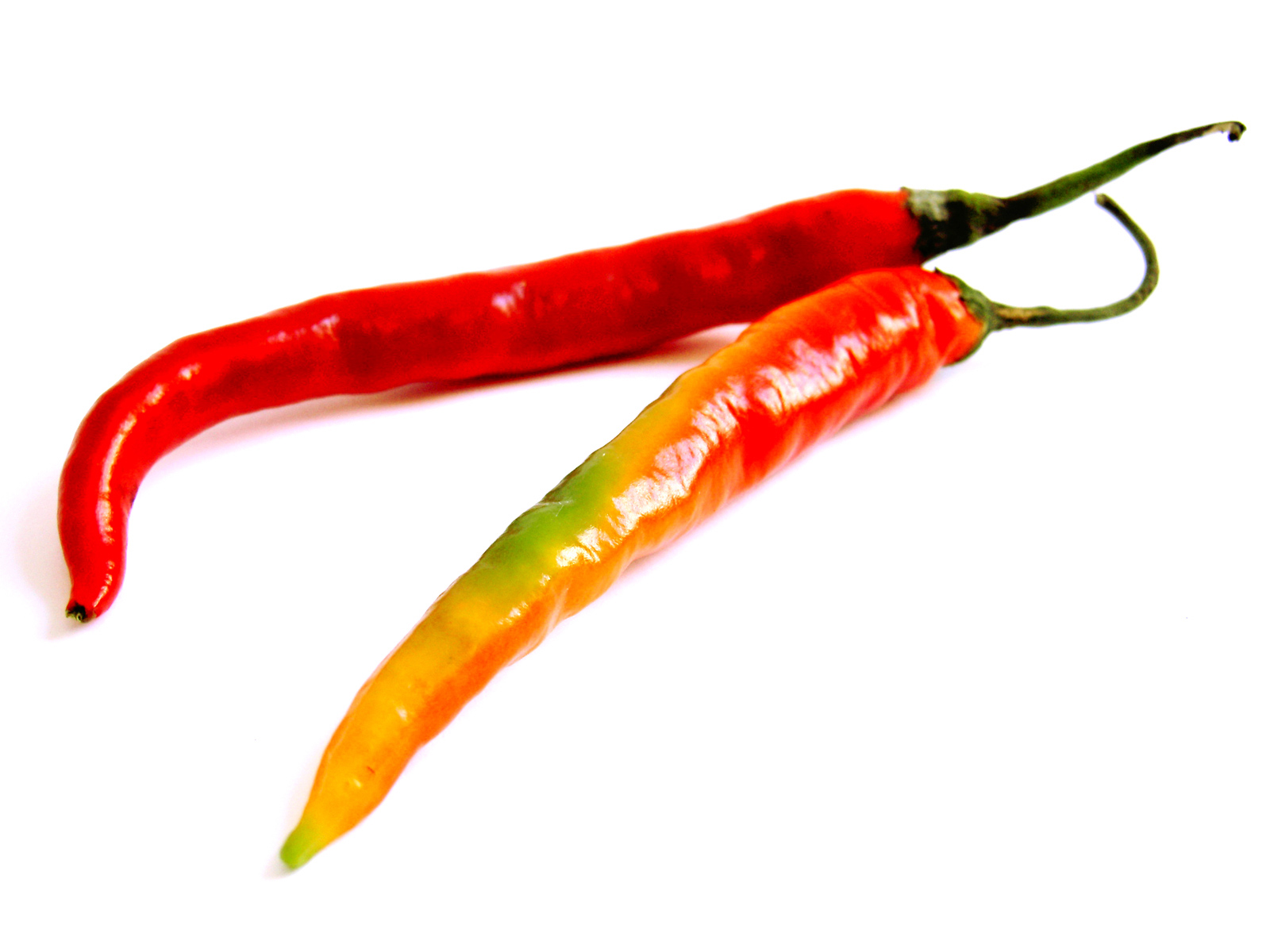
Перець чилі

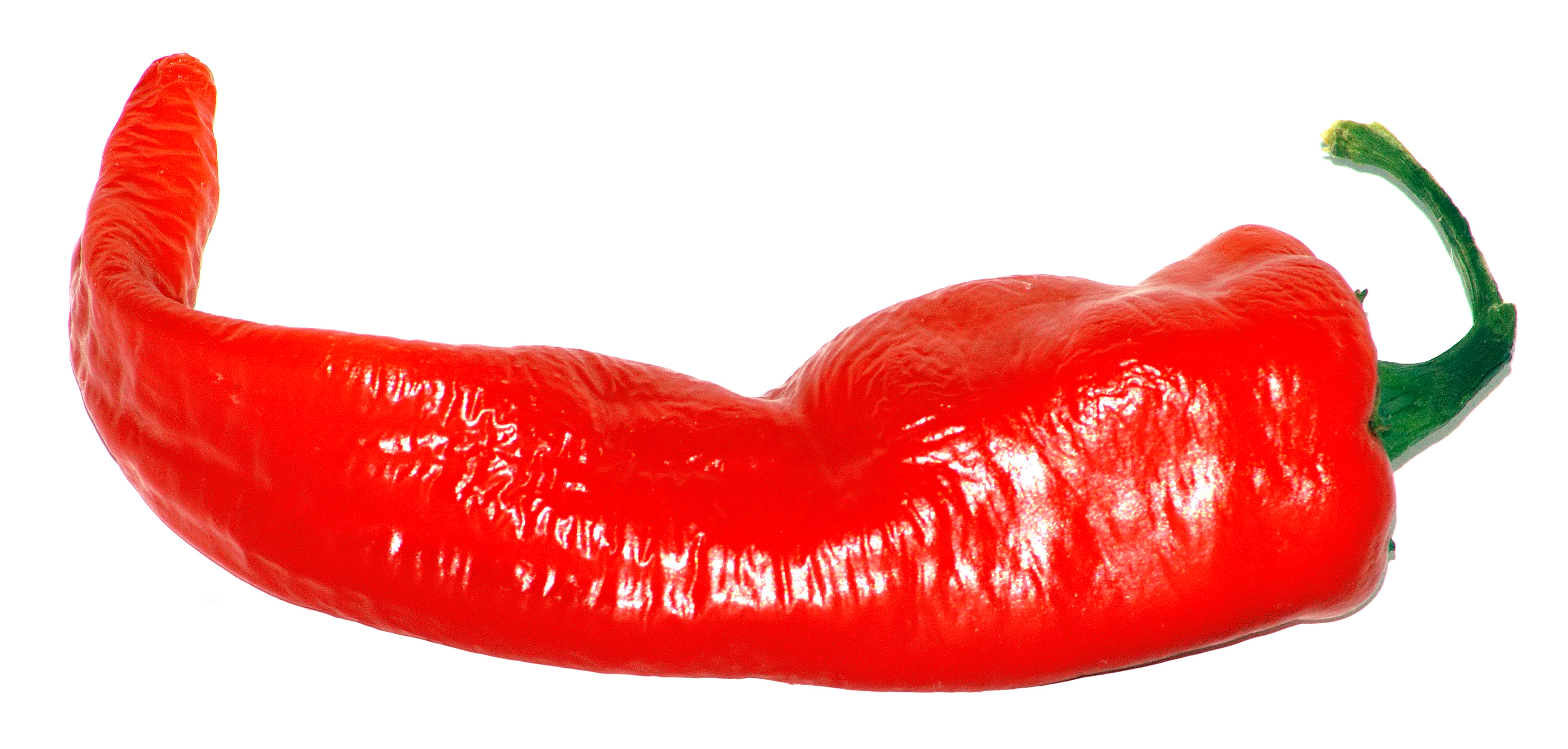
Каєнський червоний перець

Перець гострий, або перець чилі — висушені плоди тропічного куща Capsicum frutescens, пряність, яка має пекучий смак. Назва чилі походить від «chilli» з ацтекських мов науатль (сучасна Мексика) та перекладається як «червоний».
Батьківщиною цієї рослини вважають тропічну Америку. В теперішній час гострий перець вирощують переважно в тропічних країнах, але найбільше — в Індії і Таїланді. Червоний перець можна вирощувати і в домашніх умовах в квіткових горщиках. Необхідні умови — регулярний полив з періодичним підживленням квітковою сумішшю.

## Властивості та застосування
Червоний перець наділений сильним пряним ароматом і смаком від пряного до гострого і навіть дуже пекучого (обумовлений вмістом фенольного сполучення капсаїцину, якого немає в солодкому болгарському перці). Деякі різновиди гострого червоного перцю настільки пекучі, що достатнього одного доторкання до нього, щоб викликати подразнення шкіри.
Плоди червоного перцю сушать цілими і меленими; при висушуванні стручки набувають більш насиченого відтінку, від темно- до помаранчово-червоного. Зазвичай перець висушують на сонці, від чого плоди зморщуються; потім їх звільняють від чашечки і мелють. Так отримують, наприклад, перець каєнський.
Перець використовують свіжим в стручках (частіше в овочевих стравах і квашенинах) або в сухому вигляді (як в стручках так і в меленому). Мелений перець додають в соуси, в заправку для салатів, ним посипають різні страви, його додають в бульйон, тушковане м'ясо, маринади. Цілий перець кладуть в борщі, супи (під час приготування, а не в готові страви).
Червоний перець додає гостроти сумішам прянощів, м'ясу, морепродуктам. Використовується в італійській, індійській, мексиканській і карибській кухнях. Червоний перець дуже часто використовують в сумішах прянощів, в поєднанні з часником, коріандром, базиліком, чабером, меленим лавровим листом та іншими.

## Дивіться також
- Сітімі тоґарасі
- Шкала Сковілла